# Larry
Larry är ett engelskt mansnamn, som en smeknamnsform av Lawrence.

## Personer med namnet Larry
- Larry Bird, amerikansk basketspelare
- Larry Cain, kanadensisk kanotist
- Larry Flynt, amerikansk pornograf
- Larry Hagman, amerikansk skådespelare
- Larry Holmes, amerikansk boxare
- Larry Huras, kanadensisk ishockeyspelare
- Larry King, amerikansk TV-reporter och programledare
- Larry McMurtry, amerikansk författare
- Larry Murphy, kanadensisk ishockeyspelare
- Larry Olsonoski, amerikansk utövare av amerikansk fotboll
- Larry Robinson, kanadensisk ishockeyspelare
- Larry Silverstein, amerikansk affärsman

## Fiktiva personer
- Leisure Suit Larry
- Larry Hummer i Svampbob Fyrkant
- Larry Burns, son till Montgomery Burns, karaktär i Simpsons